# ダイアナ・トーラジ
ダイアナ・トーラジ（Diana Lurena Taurasi、1982年6月11日 - ）は、アメリカ合衆国・カリフォルニア州チノ出身の女子プロバスケットボール選手である。ポジションはガード。183cm。WNBA、フェニックス・マーキュリー所属。日本語の表記ゆれでダイアナ・ターラジと記されることもある。

## 来歴
父はイタリア生まれのアルゼンチン育ち。He has been a professional soccer player in Italy,。母はアルゼンチン人で、ダイアナが生まれる前にアメリカに移住した。姉がいる。

### 大学

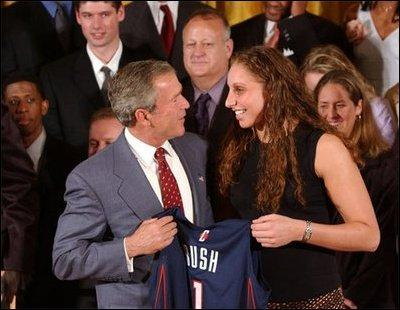
ホワイトハウスを訪れたトーラジとジョージ・W・ブッシュ大統領

地元の高校からコネチカット大学に進学、ジノ・アウリーマヘッドコーチの下でNCAA3連覇に貢献し、大学女子バスケ最優秀選手に贈られるウェイドトロフィーやナンシー・リーバーマン賞2年連続受賞、Naismith College Player of the Year2年連続受賞など各賞を総なめにする。

### WNBA
2004年、フェニックス・マーキュリーからドラフト全体1位指名を受け入団。1年目から活躍を見せルーキー・オブ・ザ・イヤーとともにオールWNBAファーストチームを受賞。
2005年からは3年連続でWNBAオールスターゲームに出場。
2007年にはマーキュリー初優勝の原動力となり、2度目のファーストチームを受賞。
2011年に発表されたWNBA15周年記念トップ15にも選出。
マーキュリーには2014年まで所属するも、2015年はWNBAオフに所属するUMMCエカテリンブルクの意向によりWNBAから退くことになった。2016年はマーキュリーに復帰した。

### ナショナルチーム
2004年にはアテネ五輪に米国代表として出場し金メダルを獲得。
2006年世界選手権で銅メダルを獲得した。
2008年北京五輪で金メダルを獲得。
2010年世界選手権で金メダルを獲得し、大会ベスト5に選出された。

### 国外
2005年からはWNBAのオフシーズンにはロシアリーグでプレーしている。2010年から2012年まではトルコリーグでプレーしていたが、2012年よりロシアに復帰し2017年までUMMCエカテリンブルクに在籍した。

## 私生活
2017年5月13日、かつてのチームメイトのペニー・テイラーと結婚した。2018年3月1日、テイラーは男の子を出産した。